# Traheja
Traheje su histološki elementi ksilema. Oni čine provodne elemente. Pored traheja u provodne elemente spadaju i traheidi.

## Uloga traheja
Osnovna uloga traheja je u provođenju vode i rastvorenih neorganskih materija, koja apsorbuje koren iz zemlje, kroz koren, stablo i njegove grane do lišća. Ćelijski zidovi traheja su uvek lignifikovani, a lokalna zadebljanja povećavaju potrebnu čvrstinu ovim provodnim elementima čime se olakšava transport materije.

## Struktura traheja
Traheje su ćelijske fuzije, nastale od izduženih nizova ćelija, čiji su se poprečni ćelijski zidovi delimično ili potpuno resorbovali. U diferenciranom stanju traheje predstavljaju dugačke uzane cevi, odnosno nežive kapilarne cevčice, bez protoplasta. To znači da definitivno izgrađene traheje imaju samo zadebljale lignifikovane bočne zidove i predstavljaju mrtve elemente čiji je lumen ispunjen vodom sa rastvorenim mineralnim materijama koje se transportuju kroz njih. U toku procesa rastenja na unutrašnjoj strani radijalnih zidova traheja obrazuju se lokalna zadebljanja u obliku prstena, spirale, mreže, itd.

## Vrste traheja
U zavisnosti od vrste zadebljanja na bočnim zidovima traheje mogu biti: 
1. Prstenaste
2. Lestvičaste
3. Spiralne
4. Mrežaste
5. Jamičave

Ako je najveći deo zida zadebljao u njemu se nalazi veliki broj jamica i takve traheje se nazivaju jamičaste. Ako su jamice razvučene u poprečnom pravcu i raspoređene pravo jedne iznad drugih, takve traheje se nazivaju lestvičaste. U mrežastim trahejama zadebljanja su u obliku mreže. U mladim organima biljaka, koji još rastu, razvijaju se traheje sa prstenastim i spiralnim lokalnim zadebljanjima ćelijskog zida i to su onda prstenaste i spiralne traheje. Prstenasta i spiralna zadebljanja omogućavaju izduživanje traheja uporedno sa rastenjem, jer se prstenovi razmiču, a spirale istežu.

### Tile
Dok su aktivne, traheje sadrže vodu, a nefunkcionalne traheje su ispunjene vazduhom ili posebnim mehurastim tvorevinama koje se nazivaju tile. Tile nastaju od živih parenhimskih ćelija koje se nalaze oko traheja. One mogu potpuno da ispune lumen traheja i tada traheja prestaje da funkcioniše.